# Club Deportivo Riestra
O Deportivo Riestra Asociación de Fomento Barrio Colón, também conhecido como Club Deportivo Riestra, é um clube esportivo e social de Buenos Aires, Argentina. Sediado no bairro de Nueva Pompeya, possui o Estádio Guillermo Laza no bairro de Villa Soldati, com capacidade para 3 mil torcedores. O clube tem destaque na prática do futebol masculino, ele atualmente disputa a Liga Profissional, primeira divisão do Campeonato Argentino de Futebol. Riestra também participa do Campeonato Argentino de Futsal na Primera D, quarta divisão nacional.
Deportivo Riestra é sede de atividades sociais e culturais, e faz parte da Federação Metropolitana de Xadrez.

## História

### Primeiros anos
No ano 1929 um grupo de homens de Nueva Pompeya formaram uma equipe de futebol para partecipar de campeonatos no bairro. Conhecidos como "os de Riestra", pela rua onde se encontraram regularmente, fundaram formalmente o Club Social, Cultural y Deportivo Riestra no 22 de fevereiro de 1931.
O clube foi afiliado à Associação do Futebol Argentino em 1946 após o trabalho de Pascual Trímboli, presidente do clube e logo depois parte da diretoria da Associação. A estreia do clube foi uma derrota 3-2 contra San Telmo. O Blanquinegro participou em aquela época na Primera C, e mais tarde seria transferido para a nova divisão Primera D. Em 1950 o Riestra inaugurou o seu primeiro estádio no bairro de Villa Soldati.

### Primeiro título e anos na Primera C
O Riestra conseguiu o seu primeiro título oficial em 1953, quando se sagrou campeão da Primera D. Com 39 pontos em 26 jogos, o Blanquinegro ganhou o campeonato com dois pontos de vantagem sobre Juventud de Bernal, e vencendo equipes de destaque como Almirante Brown e Deportivo Morón.

### Acesso à segunda divisão
Na temporada de 2016–17, o Riestra teve então o melhor desempenho de sua história ao conquistar o vice-campeonato da Primera B (Metropolitana). O segundo lugar no campeonato permitiu-lhe participar pela primeira vez do "Torneo Reducido" ("mata-mata" pelo acesso). No "mata-mata", enfrentou e eliminou o Platense nas quartas de final (empate sem gols, avançou pela melhor campanha), Deportivo Español na semifinal (vitória por 2–1 no agregado) e na final, o Comunicaciones (vitória por 2–1 no agregado). Ao fim da série conseguiu a tão sonhada promoção à Primera B Nacional pela primeira vez em sua história.
| 22 de fevereiro de 1931 | — | Fundação do Club Social, Cultural y Deportivo Riestra.                                   |
| 1946                    | — | Filiação à Associação do Futebol Argentino (AFA) e primeira partida oficial.             |
| 1950                    | — | Primeiro estádio, localizado nas avenidas Lacarra e Riestra, no bairro de Villa Soldati. |
| 1953                    | — | Sagrou-se campeão da Primera D, quarta divisão do Campeonato Argentino de Futebol.       |
| 1968                    | — | Fusão com a Asociación de Fomento y Biblioteca Barrio Colón.                             |
| 1971                    | — | Adotou a denominação "Deportivo Riestra" Asociación de Fomento Barrio Colón.             |
| Fevereiro de 1993       | — | Inauguração do estádio "Guillermo Laza" (homenagem ao então presidente do clube).        |

## Títulos

### Futebol masculino
| NACIONAIS      | NACIONAIS  | NACIONAIS  | NACIONAIS | NACIONAIS  |
| Nível          | Competição | Associação | Títulos   | Temporadas |
| -------------- | ---------- | ---------- | --------- | ---------- |
| Quarta divisão | Primera D  | AFA        | 1         | 1953       |
| Quinta divisão | Primera D  | AFA        | 1         | 2013–14    |

| CAMPANHAS DE DESTAQUE                            | CAMPANHAS DE DESTAQUE | CAMPANHAS DE DESTAQUE | CAMPANHAS DE DESTAQUE | CAMPANHAS DE DESTAQUE |
| Competição                                       | Nível                 | Associação            | Títulos               | Temporadas            |
| ------------------------------------------------ | --------------------- | --------------------- | --------------------- | --------------------- |
| Vencedor do Torneio Reduzido da Primera Nacional | Segunda divisão       | AFA                   | 1                     | 2023                  |
| Vice-campeão da Primera B                        | Terceira divisão      | AFA                   | 1                     | 2016–17               |
| Vencedor do Torneio Reduzido da Primera B        | Terceira divisão      | AFA                   | 1                     | 2016–17               |
| Vencedor do Torneio Reclassificação da Primera C | Terceira divisão      | AFA                   | 1                     | 1969                  |
| Vencedor do Torneio Reduzido da Primera C        | Quarta divisão        | AFA                   | 1                     | 2014                  |
| Vencedor do Torneio de Transição da Primera D    | Quarta divisão        | AFA                   | 1                     | 1986                  |
| Vice-campeão da Primera D                        | Quinta divisão        | AFA                   | 2                     | 2008–09, 2012–13      |
| Vencedor do Torneio Reduzido da Primera D        | Quinta divisão        | AFA                   | 2                     | 1993–94, 2008–09      |

## Estatísticas

### Cronologia no Campeonato Argentino de Futebol
| Divisão                    | Competição                 | Período           | Notas                                               |
| -------------------------- | -------------------------- | ----------------- | --------------------------------------------------- |
| Primeira divisão           | Liga Profissional          | Desde 2024        |                                                     |
| Segunda divisão            | Primera Nacional           | 2019–20 — 2023    |                                                     |
| Terceira divisão           | Primera B                  | 2018–19           |                                                     |
| Segunda divisão            | Primera Nacional           | 2017–18           |                                                     |
| Terceira divisão           | Primera B                  | 2015 — 2016–17    |                                                     |
| Quarta divisão             | Primera C                  | 2014              |                                                     |
| Quinta divisão             | Primera D                  | 2002–03 — 2013–14 |                                                     |
| Quarta divisão             | Primera C                  | 1994–95 — 2001–02 |                                                     |
| Quinta divisão             | Primera D                  | 1991–92 — 1993–94 |                                                     |
| Desfiliado temporariamente | Desfiliado temporariamente | 1990–91           |                                                     |
| Quinta divisão             | Primera D                  | 1987–88 — 1989–90 |                                                     |
| Quarta divisão             | Primera C                  | 1986–87           |                                                     |
| Quarta divisão             | Primera D                  | 1982 — 1986       | Após 1986, Primera D passou a ser a quinta divisão. |
| Terceira divisão           | Primera C                  | 1954 — 1981       |                                                     |
| Quarta divisão             | Primera D                  | 1952 — 1953       |                                                     |
| Terceira divisão           | Primera C                  | 1951              |                                                     |
| Quarta divisão             | Primera D                  | 1950              |                                                     |
| Terceira divisão           | Primera C                  | 1946 — 1949       |                                                     |